# Lista över fornlämningar i Hudiksvalls kommun (Norrbo)
Lista över fornlämningar i Hudiksvalls kommun (Norrbo) är en förteckning av ett urval av de fornlämningar som finns i Norrbo i Hudiksvalls kommun.
| Namn                        | Lämningstyp                      | Tillkomsttid | Historisk indelning | Plats | Läge                 | ID-nr          | Bild                                 |
| --------------------------- | -------------------------------- | ------------ | ------------------- | ----- | -------------------- | -------------- | ------------------------------------ |
| Kyrktomtningen (Norrbo 2:1) | Hög                              |              | Norrbo, Hälsingland |       | 61.822176, 16.828012 | 10242800020001 | Ladda upp en bild av detta fornminne |
| Kyrktomtningen (Norrbo 2:2) | Hög                              |              | Norrbo, Hälsingland |       | 61.822139, 16.828209 | 10242800020002 | Ladda upp en bild av detta fornminne |
| Kyrktomtningen (Norrbo 2:3) | Hög                              |              | Norrbo, Hälsingland |       | 61.822043, 16.828025 | 10242800020003 | Ladda upp en bild av detta fornminne |
| Kyrktomtningen (Norrbo 2:4) | Husgrund, förhistorisk/medeltida |              | Norrbo, Hälsingland |       | 61.821913, 16.828043 | 10242800020004 | Ladda upp en bild av detta fornminne |
| Kyrktomtningen (Norrbo 2:5) | Husgrund, förhistorisk/medeltida |              | Norrbo, Hälsingland |       | 61.821783, 16.827779 | 10242800020005 | Ladda upp en bild av detta fornminne |
| Norrbo 15:1                 | Stensättning                     |              | Norrbo, Hälsingland |       | 61.848399, 16.671612 | 10242800150001 | Ladda upp en bild av detta fornminne |
| Norrbo 16:1                 | Hög                              |              | Norrbo, Hälsingland |       | 61.851725, 16.650230 | 10242800160001 | Ladda upp en bild av detta fornminne |
| Norrbo 16:2                 | Stensättning                     |              | Norrbo, Hälsingland |       | 61.852015, 16.650615 | 10242800160002 | Ladda upp en bild av detta fornminne |
| Norrbo 20:1                 | Hög                              |              | Norrbo, Hälsingland |       | 61.851108, 16.644927 | 10242800200001 | Ladda upp en bild av detta fornminne |
| Norrbo 21:1                 | Gravfält                         |              | Norrbo, Hälsingland |       | 61.852468, 16.640435 | 10242800210001 | Ladda upp en bild av detta fornminne |
| Norrbo 22:1                 | Hög                              |              | Norrbo, Hälsingland |       | 61.852115, 16.638937 | 10242800220001 | Ladda upp en bild av detta fornminne |
| Norrbo 23:1                 | Hög                              |              | Norrbo, Hälsingland |       | 61.853441, 16.643807 | 10242800230001 | Ladda upp en bild av detta fornminne |
| Norrbo 23:2                 | Stensättning                     |              | Norrbo, Hälsingland |       | 61.853458, 16.643656 | 10242800230002 | Ladda upp en bild av detta fornminne |
| Norrbo 24:1                 | Hög                              |              | Norrbo, Hälsingland |       | 61.853513, 16.642400 | 10242800240001 | Ladda upp en bild av detta fornminne |
| Norrbo 25:1                 | Hög                              |              | Norrbo, Hälsingland |       | 61.851612, 16.642232 | 10242800250001 | Ladda upp en bild av detta fornminne |
| Norrbo 26:1                 | Hög                              |              | Norrbo, Hälsingland |       | 61.851928, 16.643909 | 10242800260001 | Ladda upp en bild av detta fornminne |
| Norrbo 26:2                 | Hög                              |              | Norrbo, Hälsingland |       | 61.851988, 16.643683 | 10242800260002 | Ladda upp en bild av detta fornminne |
| Norrbo 26:3                 | Hög                              |              | Norrbo, Hälsingland |       | 61.852182, 16.643626 | 10242800260003 | Ladda upp en bild av detta fornminne |
| Norrbo 26:9                 | Hög                              |              | Norrbo, Hälsingland |       | 61.852201, 16.642742 | 10242800260009 | Ladda upp en bild av detta fornminne |
| Norrbo 31:1                 | Fästning/skans                   |              | Norrbo, Hälsingland |       | 61.855847, 16.613612 | 10242800310001 | Ladda upp en bild av detta fornminne |
| Norrbo 33:1                 | Hög                              |              | Norrbo, Hälsingland |       | 61.850738, 16.651505 | 10242800330001 | Ladda upp en bild av detta fornminne |
| Norrbo 38:1                 | Hög                              |              | Norrbo, Hälsingland |       | 61.851752, 16.640817 | 10242800380001 | Ladda upp en bild av detta fornminne |
| Tjärnvallen (Norrbo 122)    | Fäbod                            |              | Norrbo, Hälsingland |       | 61.876212, 16.865080 | 12000000097983 | Ladda upp en bild av detta fornminne |